# Diann Roffe
Diann Roffe-Steinrotter (Warsaw, 24 de marzo de 1967) es una deportista estadounidense que compitió en esquí alpino; campeona olímpica en Lillehammer 1994 y campeona mundial en 1985.
Participó en tres Juegos Olímpicos de Invierno, entre los años 1988 y 1994, obteniendo dos medallas, plata en Albertville 1992 (eslalon gigante) y oro en Lillehammer 1994 (supergigante).
Ganó una medalla de oro en el Campeonato Mundial de Esquí Alpino de 1985, en la prueba de eslalon gigante. En la Copa del Mundo consiguió dos victorias y ocho podios en total.
En 2003 fue admitida en el Salón de la Fama de US Ski.

## Palmarés internacional
| Juegos Olímpicos   | Juegos Olímpicos      | Juegos Olímpicos | Juegos Olímpicos |
| Año                | Lugar                 | Medalla          | Prueba           |
| ------------------ | --------------------- | ---------------- | ---------------- |
| 1992               | Albertville (Francia) | Medalla de plata | Eslalon gigante  |
| 1994               | Lillehammer (Noruega) | Medalla de oro   | Supergigante     |
| Campeonato Mundial |                       |                  |                  |
| Año                | Lugar                 | Medalla          | Prueba           |
| 1985               | Bormio (Italia)       | Medalla de oro   | Eslalon gigante  |